# Béard
Béard ist eine Gemeinde mit 161 Einwohnern (Stand 1. Januar 2022) in Zentralfrankreich im Département Nièvre in der Region Bourgogne-Franche-Comté (vor 2016 Bourgogne). Béard gehört zum Arrondissement Nevers und zum Kanton Imphy (bis 2015 La Machine).

## Geografie
Béard liegt etwa siebzehn Kilometer südöstlich von Nevers an der Loire, die die Gemeinde im Südwesten begrenzt. Umgeben wird Béard von den Nachbargemeinden Saint-Ouen-sur-Loire im Norden und Nordwesten, Druy-Parigny im Osten und Südosten, Fleury-sur-Loire im Süden sowie Luthenay-Uxeloup im Westen und Südwesten.

## Bevölkerungsentwicklung
| Jahr                       | 1962 | 1968 | 1975 | 1982 | 1990 | 1999 | 2006 | 2013 |
| Einwohner                  | 168  | 165  | 168  | 149  | 155  | 174  | 167  | 167  |
| Quellen: Cassini und INSEE |      |      |      |      |      |      |      |      |

## Verkehr
Etwas außerhalb der Gemeinde befindet sich der Haltepunkt Béard der Bahnstrecke Nevers–Chagny, der im Regionalverkehr durch TER-Züge bedient wird.

## Sehenswürdigkeiten
- Kirche Saint-Laurent aus dem 12. Jahrhundert

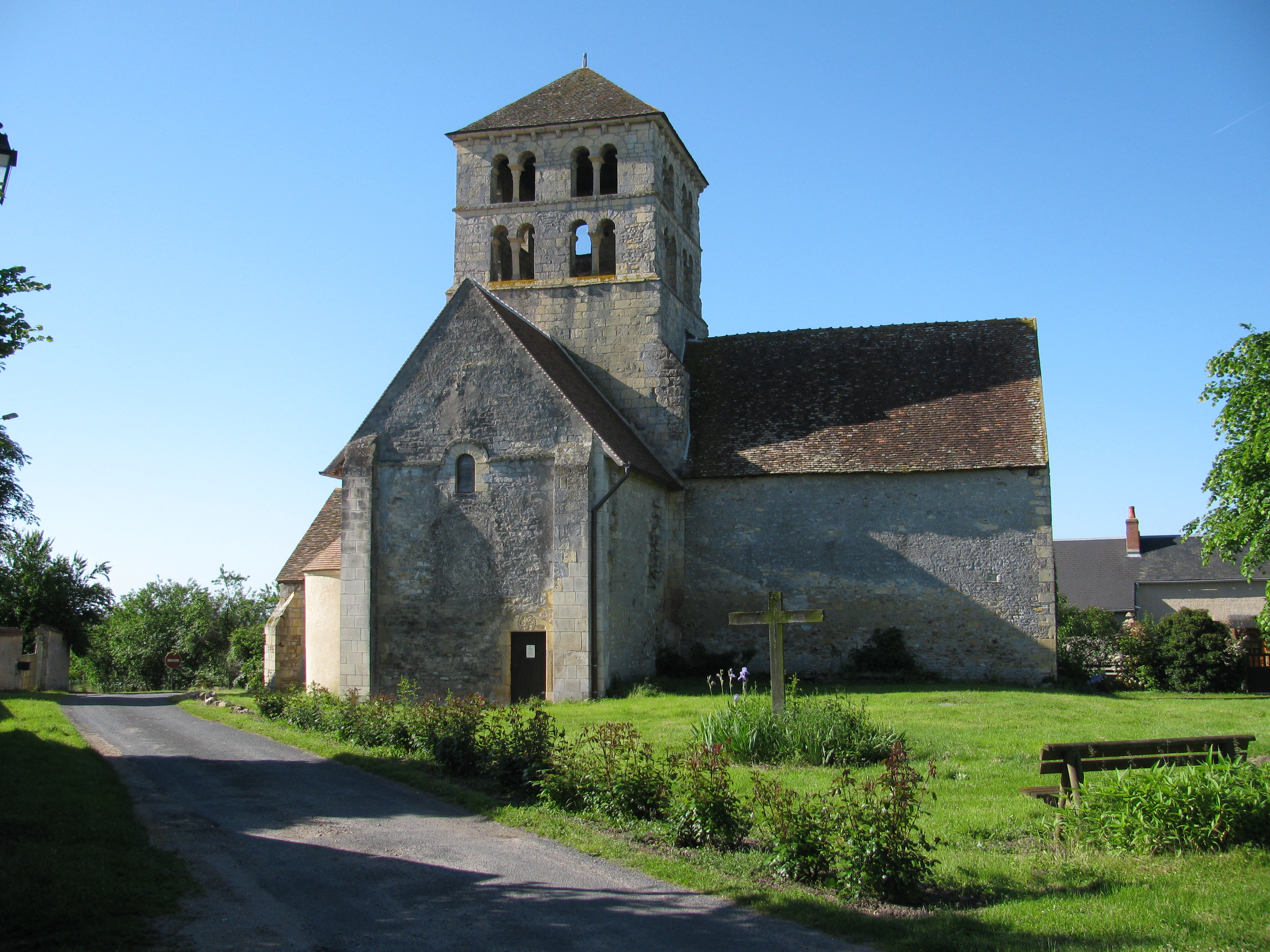
Kirche Saint-Laurent